# Deep South Heavyweight Championship
O Deep South Wrestling (DSW) Heavyweight Championship  foi um título de pesos-pesados de luta profissional disputado na Deep South Wrestling (DSW) como empresa independente e, mais tarde, como território de desenvolvimento da WWE (então conhecida como "World Wrestling Entertainment").
O título foi criado em 1986 e manteve-se ativo por pouco mais de dois anos, quando a DSW fechou. Em 2005, a empresa foi reativada como território de desenvolvimento da WWE. Com isso, o título voltou a ser defendido até o fim da relação entre as duas empresas em 2007.

## História

### Reinados
| #  | Lutador             | Reinados | Data                    | Dias | Local            | Notas |
| -- | ------------------- | -------- | ----------------------- | ---- | ---------------- | --- |
| 1  | Tommy Rich          | 1        | 12 de fevereiro de 1986 | 142  | Marietta, GA     | Venceu um torneio pelo título. |
| 2  | Flame               | 1        | 4 de julho de 1986      | 83   | Albany, GA       | |
| 3  | Mr. Wrestling II    | 1        | 25 de setembro de 1986  | 45   | Carrollton, GA   | |
| 4  | Flame               | 2        | 9 de novembro de 1986   | 77   | Athens, GA       | |
| 5  | Ranger Ross         | 1        | 25 de janeiro de 1987   | 35   | Athens, GA       | |
| 6  | Botswana Beast      | 1        | 1 de março de 1987      | 87   | Rome, GA         | |
| 7  | Tommy Rich          | 2        | 27 de maio de 1987      | 35   | Marietta, GA     | |
| 8  | Randy Rose          | 1        | 1 de julho de 1987      | 341  | Columbia, GA     | |
| 9  | Assassin #1         | 3        | 6 de junho de 1988      | —    | Atlanta, GA      | Assassin #1 já havia vencido o título como Flame. |
| —  | Desativado          | —        | Outubro de 1988         | —    | —                | Título desativado com o fechamento da Deep South Wrestling. |
| 10 | Mike Mizanin        | 1        | 1 de dezembro de 2005   | 21   | McDonough, GA    | Título reativado com a Deep South Wrestling sendo reaberta como território de desenvolvimento da World Wrestling Entertainment. Mizanin derrotou Mike Knox na final de um torneio de 14 lutadores pelo título. |
| 11 | Derrick Neikirk     | 1        | 22 de dezembro de 2005  | 182  | McDonough, GA    | |
| 12 | Roughhouse O'Reilly | 1        | 22 de junho de 2006     | 77   | McDonough, GA    | |
| 13 | Bradley Jay         | 1        | 7 de setembro de 2006   | 140  | McDonough, GA    | |
| 14 | Vito                | 1        | 25 de janeiro de 2007   | 28   | McDonough, GA    | Derrotou Bradley Jay e Ryan O'Reilly pelo título. |
| 15 | Bradley Jay         | 2        | 22 de fevereiro de 2007 | 7    | McDonough, GA    | |
| 16 | Ryan O'Reilly       | 2        | 1 de março de 2007      | 7    | McDonough, GA    | O'Reilly já havia conquistado o título sob o nome de "Roughhouse O'Reilly". |
| 17 | Bradley Jay         | 3        | 8 de março de 2007      | 41   | McDonough, GA    | |
| —  | Vago                | —        | 18 de abril de 2007     | 85   | —                | Título vago após a Deep South Wrestling deixar de ser território de desenvolvimento da World Wrestling Entertainment.                                                                                          |
| 18 | Austin Creed        | 1        | 12 de julho de 2007     | 91   | Locust Grove, GA | Derrotou Murder One na final de um torneio pelo título vago. |
| —  | Desativado          | —        | 11 de outubro de 2007   | —    | —                | Título desativado com o fechamento da Deep South Wrestling. |